# Pine River
Pine River is een plaats (city) in de Amerikaanse staat Minnesota, en valt bestuurlijk gezien onder Cass County.

## Demografie
Bij de volkstelling in 2000 werd het aantal inwoners vastgesteld op 928.
In 2006 is het aantal inwoners door het United States Census Bureau geschat op 915, een daling van 13 (-1.4%).

## Geografie
Volgens het United States Census Bureau beslaat de plaats een oppervlakte van
3,0 km², waarvan 2,9 km² land en 0,1 km² water. Pine River ligt op ongeveer 394 m boven zeeniveau.

## Plaatsen in de nabije omgeving
De onderstaande figuur toont nabijgelegen plaatsen in een straal van 20 km rond Pine River.